# Bacteria laticauda
Bacteria laticauda är en insektsart som beskrevs av Bates 1865. Bacteria laticauda ingår i släktet Bacteria och familjen Diapheromeridae. Inga underarter finns listade.